# Hubertus Gaßner
Hubertus Gaßner (* 1950 in Frankfurt am Main) ist ein deutscher Kunsthistoriker und Kurator. Von 2006 bis 2016 war er der Direktor der Hamburger Kunsthalle. 

## Leben und Wirken
Hubertus Gaßner studierte Kunstgeschichte, Philosophie und Soziologie in Marburg, Heidelberg, München und Hamburg. 1982 wurde er an der Universität Heidelberg mit einer Arbeit über den russischen Konstruktivisten Alexander Rodschenko promoviert. Von 1971 bis 1981 war er aktives Mitglied in der Neuen Gesellschaft für bildende Kunst in Berlin, leitete von 1989 bis 1992 das documenta Archiv in Kassel und war von 1993 bis 2002 Hauptkurator im Haus der Kunst in München. Als Direktor des Folkwang Museums in Essen wirkte er von 2002 bis 2005. Seit dem 1. Februar 2006 war er Direktor der Hamburger Kunsthalle als Nachfolger von Uwe M. Schneede. Zusätzlich ist er seit dem Wintersemester 2007/08 Ehrenprofessor im Studienschwerpunkt Theorie und Geschichte an der Hochschule für bildende Künste Hamburg.

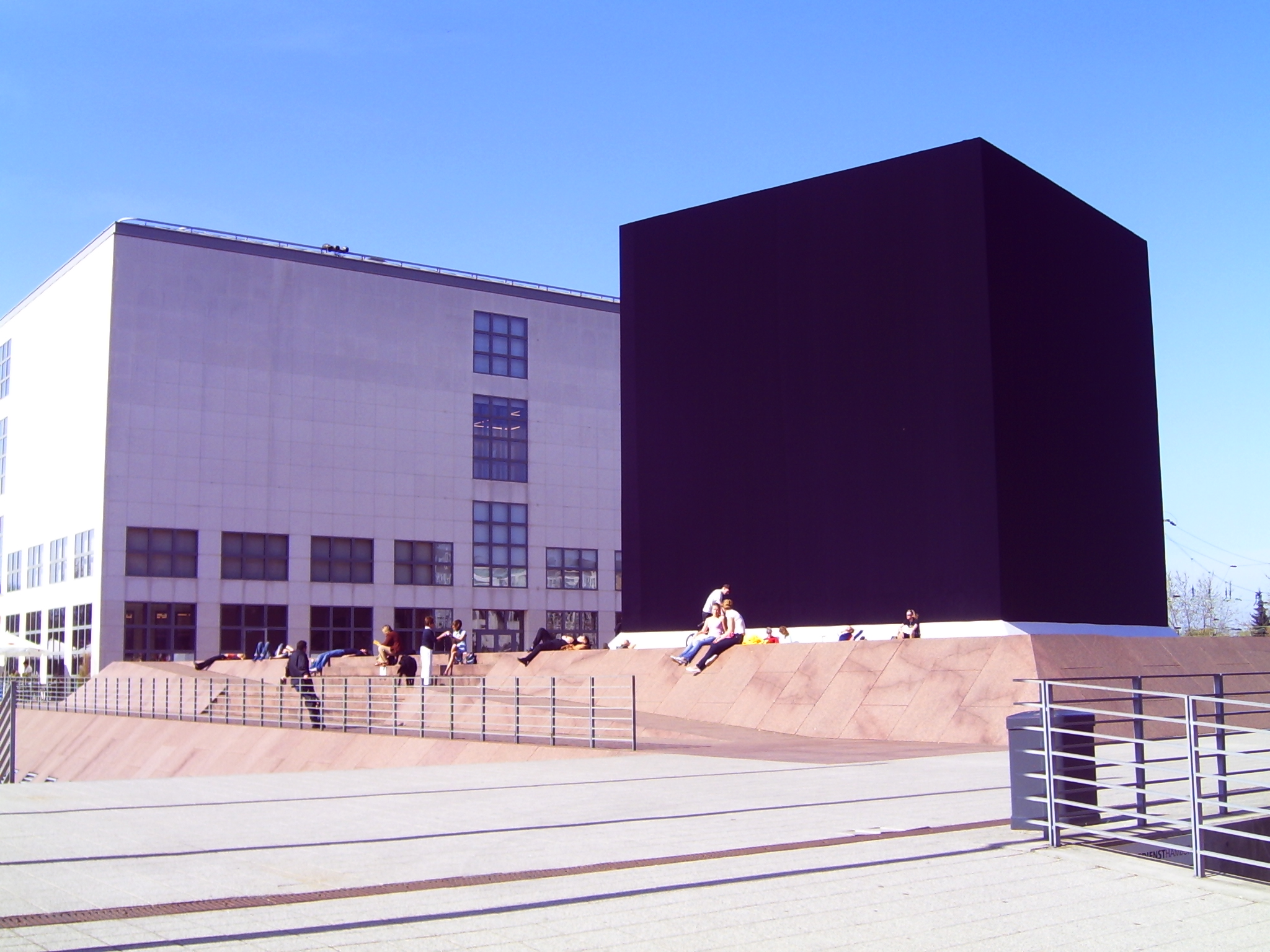
Der Kubus vor der Galerie der Gegenwart auf dem Gelände der Hamburger Kunsthalle, 2007

Aufsehen erregte die im Frühjahr 2007 auf seine Initiative hin in Hamburg eröffnete Ausstellung Das schwarze Quadrat – Hommage an Malewitsch, für die der Installationskünstler Gregor Schneider einen mit schwarzem Stoff behangenen Kubus, den Cube Hamburg 2007, auf dem Vorplatz der zur Kunsthalle gehörenden Galerie der Gegenwart entworfen hatte. Da der schwarze Kubus nicht nur an das suprematistische Gemälde Das Schwarze Quadrat erinnerte, sondern auch an die muslimische Kaaba in Mekka, waren terroristische Anschläge befürchtet worden, die jedoch nicht eintraten. Im Frühjahr 2009 entstand in Zusammenarbeit von Hubertus Gaßner und Rainer Moritz, dem Leiter des Hamburger Literaturhauses, die gemeinsame Veranstaltungsreihe „Bildbeschreibungen“, in der Schriftsteller eigene Betrachtungen über Bilder aus der Sammlung der Kunsthalle vortragen. Die „Bildbeschreibungen“ wurden zudem unter dem Titel „Ut pictura poesis“ publiziert.
In den Jahren 2009 und 2010 wehrte sich Gaßner gegen den rigiden Sparkurs – bedingt durch die Große Rezession – des Senat von Beust III, der durch die damalige Kultursenatorin Karin von Welck und den Stiftungsrat der Förderstiftung Hamburger Kunsthalle den Verkauf von Bildern aus der Sammlung und eine zeitweise Schließung der Galerie der Gegenwart gefordert hatte. Diese war mit der Aussage, die Brandklappen müssten renoviert werden, begründet worden. Der Streit wurde bundesweit bekannt.
Nachfolger von Hubertus Gaßner – der nach dem Erreichen der Altersgrenze aus diesem Amt ausschied – wurde am 1. Oktober 2016 der bisherige Direktor der Wallace Collection in London, Christoph Martin Vogtherr.

## Publikationen (Auswahl)

### Bücher
- Kultur und Kunst in der DDR seit 1970. Anabas, Gießen 1977, ISBN 3-87038-045-4.
- Zwischen Revolutionskunst und Sozialistischem Realismus. Dokumente und Kommentare. Kunstdebatten in der Sowjetunion von 1917–1934. DuMont, Köln 1979, ISBN 3-7701-1116-8.
- Alexander Rodschenko Konstruktion 1920 oder die Kunst, das Leben zu organisieren. Fischer, Frankfurt am Main 1984, ISBN 3-596-23916-8.
- Moderne Kunst. Das Funkkolleg zum Verständnis der Gegenwartskunst. Mit Franz-Joachim Verspohl und Monika Wagner (Hrsg.). 2 Bände. Rowohlt, Reinbek 1991, ISBN 3-499-55517-4.

### Ausstellungskataloge
- Christoph Vitali, Hubertus Gaßner: Einführung in die Ausstellung in München. In: Ernste Spiele. Der Geist der Romantik in der deutschen Kunst 1790–1990. Haus der Kunst München, 4. Februar bis 1. Mai 1995; mit den Bayerischen Staatsgemäldesammlungen und in Zusammenarbeit mit der National Gallery of Scotland, der Hayward Gallery, London, und der Nationalgalerie, Berlin, ISBN 3-927789-74-7.
- Hubertus Froning: Aquarelle und Zeichnungen des 19. Jahrhunderts im Museum Folkwang Essen. Bestandskatalog Museum Folkwang Essen, (Hrsg. Museum Folkwang Essen, Hubertus Gaßner). Ed. Minerva, Wolfratshausen 2005, ISBN 3-932353-94-3
- Hubertus Gaßner (Hrsg.): Das Schwarze Quadrat. Hommage an Malewitsch. Hatje Cantz Verlag, Ostfildern 2007, ISBN 978-3-7757-1948-3.
- Hubertus Gaßner u. a.: Bonjour Russland. Französische und Russische Meisterwerke von 1870–1925 aus Moskau und St. Petersburg, museum kunst palast, 15. September 2007 bis 6. Januar 2008. Katalog Palace Ed. Europe, Bad Breisig 2007, ISBN 978-3-938051-91-7.
- Hubertus Gaßner, Viola Hildebrand-Schat (Hrsg.): Manet – Sehen. Ausstellungskatalog Hamburger Kunsthalle, Michael Imhof Verlag, Petersberg 2016, ISBN 3-7319-0325-3.